# Chaetopsylla matina
Chaetopsylla matina är en loppart som först beskrevs av Jordan 1925.  Chaetopsylla matina ingår i släktet Chaetopsylla och familjen grävlingloppor. Inga underarter finns listade i Catalogue of Life.